# Alice Brandt
Alice Brandt (* 19. Dezember 1911 als Alice Agnes Maria Hochschartner in Wien; † 20. Dezember 1986 in Münster) war eine österreichische Schauspielerin. 

## Leben
Die Tochter des akademischen Malers Ernst Hochschartner und seiner Frau Romana, geb. Werner, hatte zunächst eine Lehrerinnenbildungsanstalt durchlaufen, ehe sie begann, u. a. am Reinhardtseminar Schauspielunterricht zu nehmen. Ihr Leinwanddebüt gab sie 1936 unter ihrem Künstlernamen Alice Brandt in der Nestroy-Adaption Lumpacivagabundus als Signorina Palpiti an der Seite von Paul Hörbiger und Heinz Rühmann. Kurz darauf war sie im Krimi Der Hund von Baskerville in der weiblichen Hauptrolle der Beryl Vendeleure zu sehen, in die sich der neuangekommene Lord Henry Baskerville verliebt. Ihr Part war dabei gegenüber der literarischen Vorlage deutlich aufgewertet worden.
Weitere Auftritte hatte sie in Ihr Leibhusar (1938), Der anonyme Brief (1939) und Ein Mann auf Abwegen (1940, Hauptrolle: Hans Albers). Vom Cigaretten-Bilderdienst Dresden wurden damals in der Sammelreihe „Bunte Filmbilder“ Zigarettenbilder mit Fotos von Alice Brandt veröffentlicht.
1940 heiratete Alice Brandt den Spediteur Eberhard Knauer und lebte mit ihm später in Münster in Westfalen. Sie starb einen Tag nach ihrem 75. Geburtstag.
Ihre Tochter Jolanda Knauer war als Fotografin und Plastikerin tätig.

## Filmografie
- 1936: Lumpacivagabundus
- 1937: Der Hund von Baskerville
- 1938: Wie einst im Mai
- 1938: Ihr Leibhusar
- 1938: Um Kopf und Kragen (Kurzspielfilm)
- 1939: Der anonyme Brief (Kurzspielfilm)
- 1940: Ein Mann auf Abwegen